# Amoreira (Óbidos)
Pour les articles homonymes, voir Amoreira.
Amoreira est une freguesia portugaise située dans le district de Leiria.
Avec une superficie de 19,39 km2 et une population de 985 habitants (2001), la paroisse possède une densité de 50,8 hab/km2.